# Popscene
Singles de Blur
Bang For Tomorrow
Popscene est le quatrième single de Blur, sorti en 1992. À l'époque, il devait figurer sur leur deuxième album, Modern Life Is Rubbish, sorti en 1993, mais fut finalement supprimé de la liste des titres. Il faudra attendre la fin des années 1990 pour voir apparaître ce morceau sur les rééditions japonaises et américaines de l'album, ainsi que sur le best of du groupe.

## Liste des titres
- CD (CDFOOD37)

1. Popscene
2. Mace
3. Badgeman Brown

- 12″ (12FOOD37)

1. Popscene
2. I'm Fine
3. Mace
4. Garden Central

- 7″ (FOOD37)

1. Popscene
2. Mace

- Cassette (TCFOOD37)

1. Popscene
2. Mace